# Hoffa
Hoffa (v anglickém originále Hoffa) je americko-francouzský kriminální a životopisný film z roku 1992. Režisérem filmu se stal Danny DeVito. Hlavní role ve filmu ztvárnili Jack Nicholson jako odborový předák Jimmy Hoffa, Danny DeVito, Armand Assante, J. T. Walsh a John C. Reilly.

## Ocenění
Jack Nicholson byl za svou roli v tomto filmu nominován na Zlatý glóbus. Film byl dále nominován na dva Oscary, a to v kategoriích nejlepší kamera a masky.

## Obsazení
| Jack Nicholson | James R. Hoffa     |
| Danny DeVito   | Robert Ciaro       |
| Armand Assante | Carol D´Allesandro |
| J. T. Walsh    | Frank Fitzsimmons  |
| John C. Reilly | Peter Connelly     |
| Frank Whaley   | mladý kamioňák     |
| Kevin Anderson | Robert F. Kennedy  |
| John P. Ryan   | Red Bennett        |